# Mar de Sulu

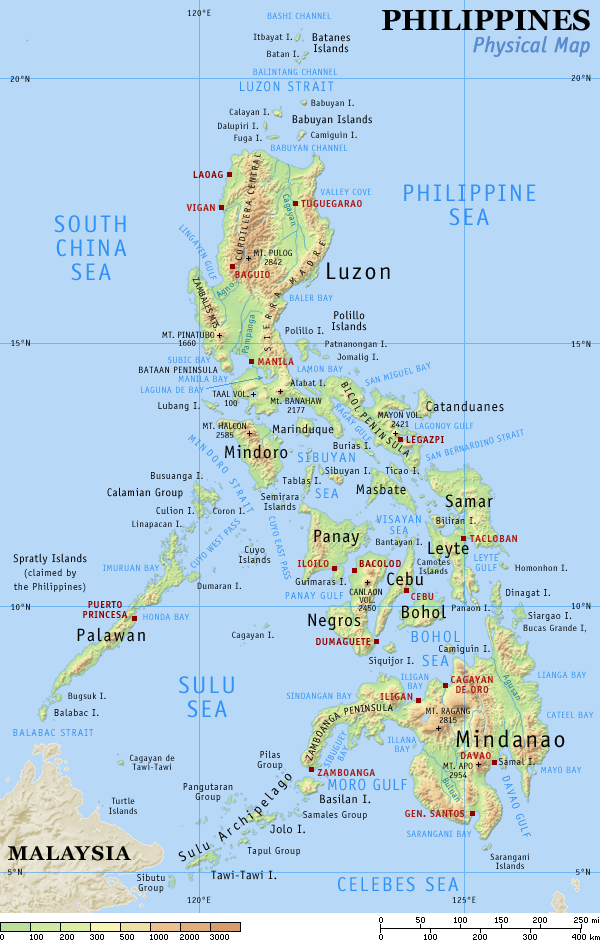
O mar de Sulu, entre a Malásia e as Filipinas

O mar de Sulu é uma parte do oceano Pacífico limitada a nordeste pelas ilhas Visayas, a leste e sueste pelas de Mindanau, a sudoeste pela costa norte de Bornéu, onde se encontra o estado malaio de Sabah, e a noroeste pela ilha Palawan. É partilhado pela Malásia e Filipinas.